# Tenderingssee
Der Tenderingssee ist ein durch Auskiesung entstandener See im Kreis Wesel am nordwestlichen Rand des Ruhrgebiets. Der See hat eine Fläche von 45 ha und eine maximale Tiefe von 15 m. Seit 1996 gilt der See als EG-Badegewässer.

## Geographie
Der Tenderingssee liegt zwischen Voerde, dem Hünxer Stadtteil Bruckhausen und Dinslaken am Niederrhein.

## Nutzung
Im Westen des Sees befindet sich in einer Bucht ein Strandbad. Im östlichen Teil bietet die Wassersport-Abteilung des TV Bruckhausen Windsurfen, Stand-Up-Paddling und Segeln an, des Weiteren liegen dort der Taucheinstieg für Taucher und die Modellboot-Ecke. Angrenzend am See wird Kiestagebau betrieben. Der See ist kein öffentliches Badegewässer.

## Umgebung
Im Süden des Tenderingssees befinden sich zwei weitere Seen, die noch immer als „Baggerlöcher“ bezeichnet werden. Sie wurden früher zum Baden genutzt. Heute stehen sie unter Naturschutz.